# Horta de Valence
Pour les articles homonymes, voir Horta.

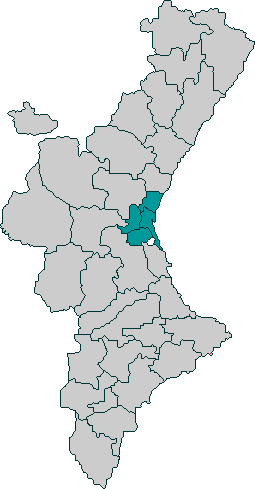
Localisation de l’Horta sur une carte comarcale actuelle de la Communauté valencienne.

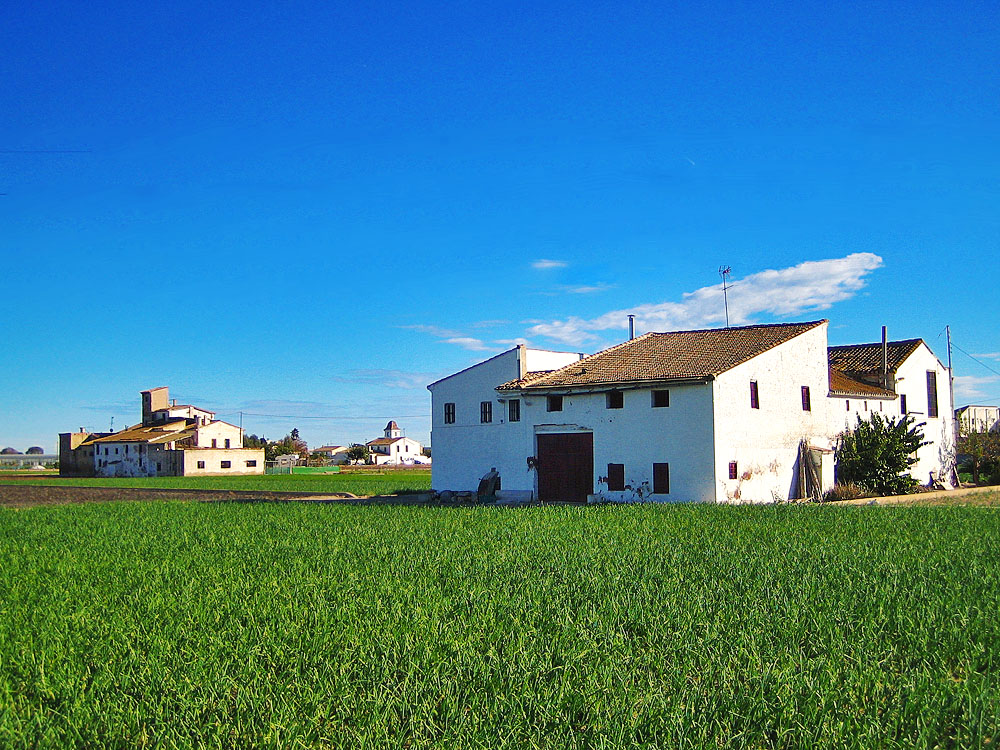
Vue de l'Horta Nord depuis la limite d'Almàssera, avec les alquerías et masures typiques de la comarque.

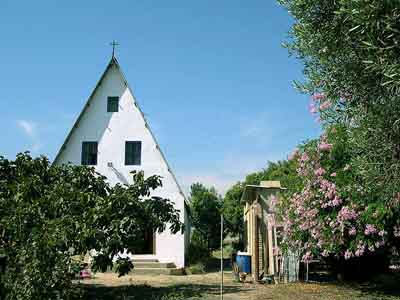
Une barraca, autre construction typique de l'Horta.

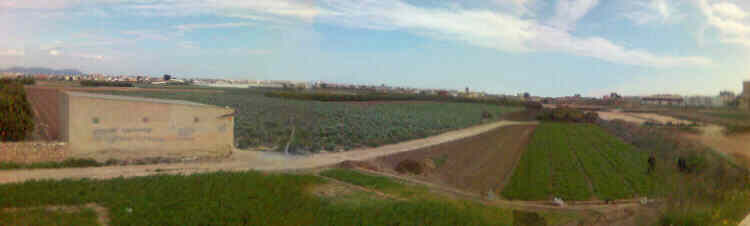
Terrains situés à la limite des communes de Burjassot, Moncada, Rocafort et Alboraia.

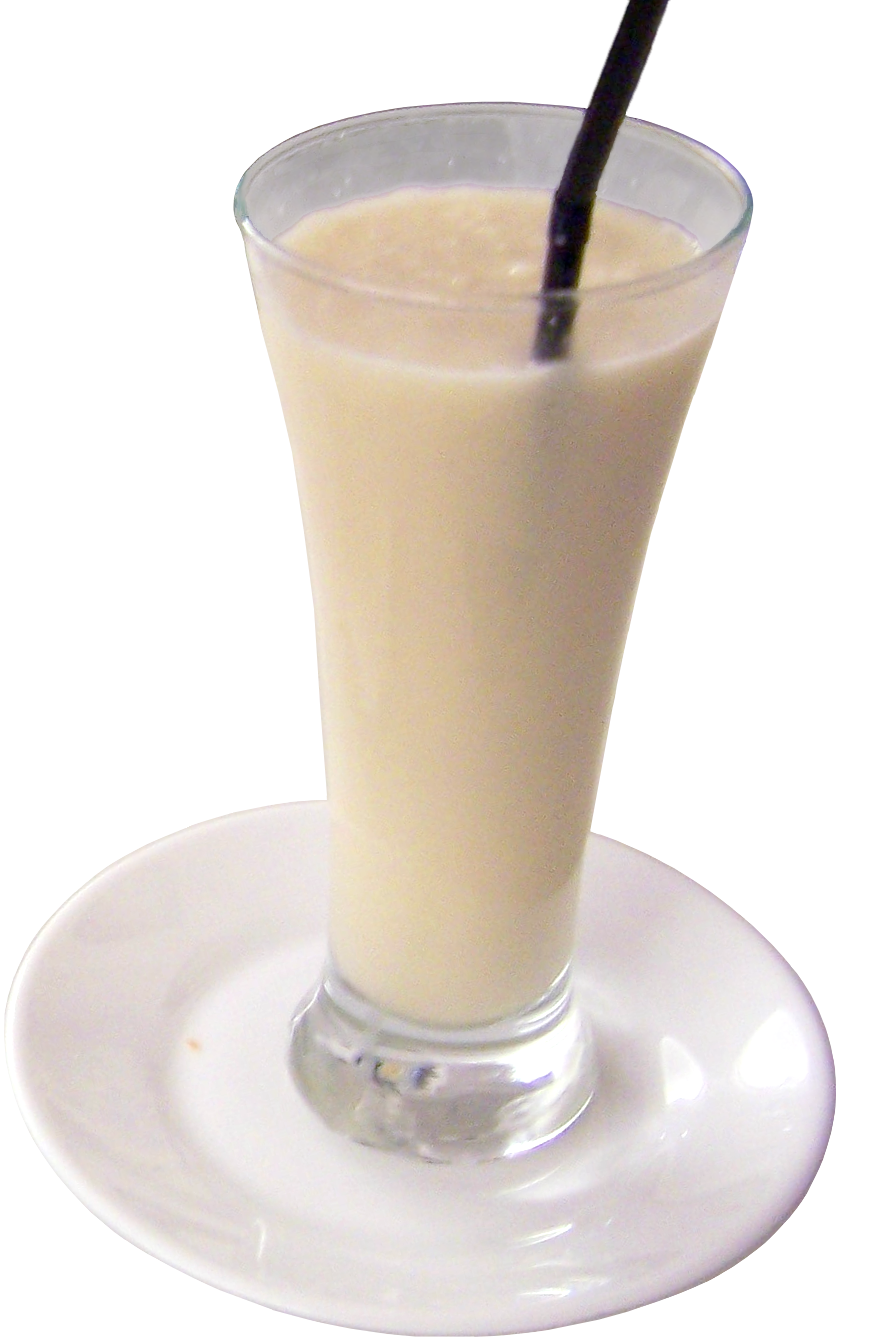
Un verre d'Horchata de chufa, produit typique de l’Horta.

L'Horta de Valence (Horta de València en valencien ; Huerta de Valencia en castillan) est une comarque historique du Pays valencien, en Espagne, dont la capitale est la ville de Valence et qui constitue son arrière-pays.

## Situation géographique
Densément peuplée, elle inclut toutes les communes de la comarque actuelle de l'Horta Nord, une partie de l'Horta Sud (Torrent, Alfafar, Benetússer, Catarroja, Llocnou de la Corona, Massanassa, Paiporta, et Sedaví), une partie de l'Horta Oest (Xirivella, Mislata, Paterna et Picanya), et la comarque de Valence (constituée de la seule ville de Valence). Elle a été supprimée en tant que territoire administratif en 1989. Dans l'actualité toutefois, le terme est toujours utilisé et tend à inclure l'ensemble des comarques actuelles susmentionnées.
L'Horta est traversée par le dernier tronçon du fleuve Turia, qui se jette dans la mer Méditerranée à Valence. Elle inclut les zones inondables de sa plaine ainsi que la réserve naturelle d'Albufera.

## Caractéristiques
Comme l'indique son nom (voir Huerta), l'activité traditionnellement dominante était l'agriculture, en particulier la culture du riz, de plantes potagères variées et d'agrumes, exportés via le port de Valence. La zone a cependant connu au cours des dernières décennies un intense processus d'urbanisation et d'industrialisation qui se poursuit encore, conduisant à la marginalisation des activités agricoles sur son sol.
Chaque parcelle de l'horta, souvent plantée d'orangers, mais pas exclusivement, s'appelle hort. L'entité chargée de trancher les litiges liés à la répartition équitable de l'eau est le Tribunal des Eaux de Valence (Tribunal de les Aigües de València), remontant au Moyen Âge. L'écrivain valencien Vicente Blasco Ibáñez (1867-1928) lui a consacré une œuvre mondialement connue La Barraca (Madrid, Fernando Fé, 1899), traduite en français  sous le titre Terres maudites.